# Indira Gandhi
Indira Gandhi (hindi: इन्दिरा प्रियदर्शिनी गान्धी) (født 19. november 1917 i Allahabad, død 31. oktober 1984) var indisk premierminister fra 1964-1977 og igen fra 1980 til sin død i 1984. Hun var datter af Indiens første premierminister Jawaharlal Nehru og blev myrdet den 31. oktober 1984. Hun besøgte Danmark i 1983. Hun studerede ved Somerville College (Oxford).
Det var to sikher fra hendes egen livvagt, der myrdede hende. Mordet var den foreløbige kulmination på længere tids uroligheder mellem oppositionelle sikher og premierministerens Kongresparti. Hendes søn, den 40-årige Rajiv Gandhi, blev få timer efter mordet udpeget til ny premierminister. Efter mordet var der anti-Sikh opstande over hele Indien, hvor det estimeres at 3.000 Sikher blev dræbt i New Delhi og 8.000 over hele Indien.